# Guillermo Mendizábal
Guillermo Mendizábal Sánchez (Mexikóváros, 1954. október 8. – ) mexikói válogatott labdarúgó. 

## Pályafutása

### Klubcsapatban
1974 és 1983 között a Cruz Azulban játszott, mellyel két alkalommal (1979, 1980) nyerte meg a mexikói bajnokságot. 1983 és 195 között a Tecos UAG játékosa volt. Az 1985–86-os szezont Spanyolországban töltötte, ahol a Rayo Vallecanoban játszott. 1986 és 1991 között a CD Guadalajara együttesében szerepelt. 1987-ben megszerezte harmadik bajnoki címét.    

### A válogatottban
1978 és 1981 között 22 alkalommal szerepelt az mexikói válogatottban és 3 gólt szerzett. Részt vett az 1978-as világbajnokságon és az 1981-es CONCACAF-bajnokságon.

## Sikerei, díjai
Cruz Azul
- Mexikói bajnok (2): 1978–79, 1979–80
- Mexikói szuperkupa (1): 1974

CD Guadalajara
- Mexikói bajnok (1): 1986–87